# Johann Jacob Diesbach
Johann Jacob Diesbach war ein Farbenhersteller und der Entdecker des Berliner Blau (Preußisch Blau), des ersten synthetischen Farbpigments. Er lebte um 1700 in Berlin.
Von ihm ist wenig bekannt, sogar seine Vornamen werden nur in einer Quelle (J. E. Berger) erwähnt (meistens wird er nur als Diesbach zitiert). Er war Schweizer und lebte nachweislich zwischen 1701 und 1716 in Berlin. Nach Georg Ernst Stahl arbeitete Diesbach zur Zeit der Entdeckung im Labor des Alchemisten Johann Conrad Dippel – dieser floh 1707 aus Berlin in die Niederlande um einer Verhaftung zu entgehen (und produzierte dort auch zeitweise Preußisch Blau). Die Entdeckung geschah um 1706, zuerst erwähnt wird sie in einem Brief von Johann Leonhard Frisch (1666–1743) an den Präsidenten der Berliner Akademie der Wissenschaften Gottfried Wilhelm Leibniz. Frisch hatte das Pigment zwar nicht entdeckt, aber u. a. durch Säurebehandlung weiterentwickelt und zur Vermarktungsreife gebracht. Er veröffentlichte darüber auch 1710 (Notitia coerulei Berolinensis nuper inventi). Diesbach arbeitete für Frisch ab etwa 1701. Sie produzierten Preußisch Blau in Berlin mindestens bis 1716.
Preußisch Blau wurde durch Zufall entdeckt. Diesbach stellte den roten Florentiner Lack in der üblichen Weise her, indem er Cochenille-Lösung mit Alaun, Eisen(II)-sulfat und Pottasche fällte. Als ihm einmal Pottasche ausging nahm er verunreinigte Pottasche, mit der Dippel vorher Tieröl gereinigt hatte. Statt roter Farbe erhielt er eine tiefblaue Farbe.
Während früher angenommen wurde, dass die Farbe erst ab den 1720er Jahren von Malern verwendet wurde, fand sich bei neueren Analysen die Farbe zum Beispiel in Gemälden von Antoine Watteau, die um 1710 datiert werden (Einschiffung nach Cythera im Städel Museum in Frankfurt, Hochzeit auf dem Land in Sanssouci). Für das Färben von Textilien wurde es schon 1749 von Pierre Joseph Macquer eingesetzt. Farbproben wurden schon in der Zeit um 1709 an Künstler und Akademien in ganz Europa gesandt (von Frisch und vom Direktor der Berliner Akademie der Künste Joseph Werner).
Lange gelang es den Erfindern, das Herstellungsverfahren geheim zu halten (trotz hoher Geldsummen, die man ihnen z. B. aus Italien bot), bis es 1724 in den Transactions of the Royal Society von John Woodward veröffentlicht wurde. Dieser hatte es 1723 brieflich vom Berliner Apotheker und Chemiker Caspar Neumann erhalten, der aus der Kenntnis der Basissubstanzen selbst ein Herstellungsverfahren rekonstruierte.